# List przewozowy
List przewozowy – dokument zawierający fizyczny spis inwentarza przesyłanego przy pomocy transportu lądowego, wodnego i lotniczego, a także transportu multimodalnego. List przewozowy stanowi niejednokrotnie podstawę dla służb celnych do kontroli i pobierania opłat od wartości przewożonego towaru. W realizacji usług transportowych list przewozowy może zastępować umowę przewozu.

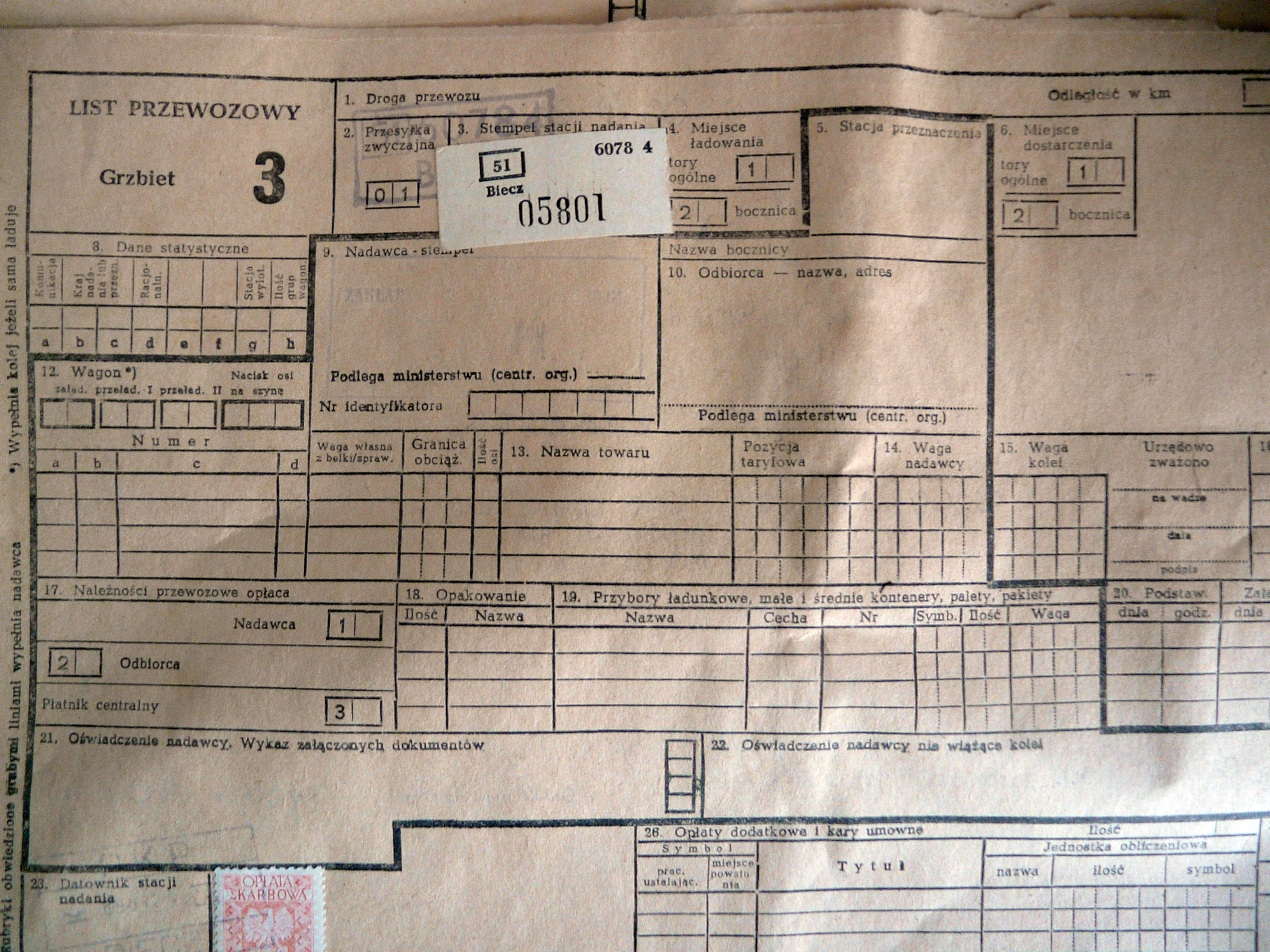
List przewozowy przewoźnika kolejowego

List przewozowy należy sporządzić w 4 egzemplarzach:
- oryginał – dla odbiorcy,
- grzbiet – dla nadawcy,
- ceduła – pełni role pokwitowania,
- wtórnik – dla nadawcy.

List przewozowy w odróżnieniu od konosamentu, nie stanowi papieru wartościowego.

## Informacje zawarte w liście przewozowym
List przewozowy powinien zawierać następujące informacje.
1. Miejsce i data jego wystawienia.
2. Nazwa (nazwisko), adres, podpis nadawcy.
3. Nazwa (nazwisko) i adres przewoźnika.
4. Miejsce i data przyjęcia towaru do przewozu oraz przewidziane miejsce jego wydania.
5. Miejsce przeznaczenia przesyłki oraz nazwa (nazwisko) i adres odbiorcy.
6. Powszechnie używane określenie rodzaju towaru oraz sposób opakowania, a dla towarów niebezpiecznych ich ogólnie uznane określenie.
7. Dane dotyczące przewożonego towaru – cena jednostkowa, ilość towaru, masa, cechy i numery.
8. Numer referencyjny odbiorcy i dostawcy (np. numer zamówienia).
9. Koszty związane z przewozem.
10. Instrukcje niezbędne do załatwienia formalności celnych i innych.
11. Inne wskazania i oświadczenia, wymagane albo dopuszczone zgodnie z przepisami ze względu na warunki danej umowy lub sposób rozliczeń.

W niektórych przypadkach jest potwierdzony certyfikatem zgodności (ang. certificate of confirmity), wystawionym przez wewnętrzną lub zewnętrzną jednostkę sprawdzającą (audytującą).

## Funkcje listu przewozowego
Konwencja CMR nie mówi o nakazie wystawiania listu przewozowego, ale warto taki list wystawiać ponieważ pełni on funkcję dowodową, legitymacyjną, instrukcyjną i informacyjną.
1. Dowodowa – dowód zawarcia umowy (utrata, lub błędne wystawienie listu przewozowego nie wpływa na istnienie oraz ważność umowy przewozu).
2. Legitymacyjna – polega a tym, że posiadanie pierwszego egzemplarza listu legitymuje nadawcę lub odbiorcę do dochodzenia roszczeń i rozporządzania przesyłką.
3. Instrukcyjna – stanowiąca wskazówki dla przewoźnika w przypadku gdy mogą wystąpić przeszkody w trakcie realizacji usługi transportowej.
4. Informacyjna – wskazówki dla odbiorcy o treści umowy, umożliwia kontrolę prawidłowości wykonania umowy przez przewoźnika.